# 7e étape du Tour de France 1935
Pour un article plus général, voir Tour de France 1935.
La 7e étape du Tour de France 1935 s'est déroulée le jeudi 11 juillet.
Les coureurs relient Aix-les-Bains, en Savoie, à Grenoble en Isère, au terme d'un parcours de 229 kilomètres.
L'Italien Francesco Camusso gagne l'étape tandis que le Belge Romain Maes conserve la tête du classement général.
L'étape est marqué par la chute de l'Espagnol Francesco Cepeda, qui décédera des suites de ses blessures à l'hôpital de Grenoble le 14 juillet et par l'abandon du Français Antonin Magne alors deuxième du classement général et double lauréat de l'épreuve.

## Parcours
Le départ est donné à Aix-les-Bains (Savoie), puis les coureurs traversent les communes de La Croix-Rouge, Chambéry, Challes-les-Eaux, Montmélian, Saint-Pierre-d'Albigny, Pont Royal, Chamousset, Aiguebelle, Epierre, La Chambre, Saint-Jean-de-Maurienne, Le Pas-du-Roc puis Saint-Michel-de-Maurienne avant d'entamer l'ascension du col du Télégraphe par le pont Lancelot et La Léchère.
À partir de Valloire, les coureurs abordent les pentes du col du Galibier (2 658 m) par Les Vernelys, Pratier et Plan Lacha. La descente par La Maudette mène au col du Lautaret puis vers le Bourg-d'Oisans en passant par Villar d'Arena, La Grave, la Cascade de la Pisse,
Le Dauphiné, Le Freney et Pont-Saint-Guilherme.
Le parcours aborde alors la descente vers Grenoble où est jugée l'arrivée en passant par Rochetaillée-les-Grands-Sables, Livet, Rioupéroux, Séchilienne, Le Péage et Pont-de-Claix.

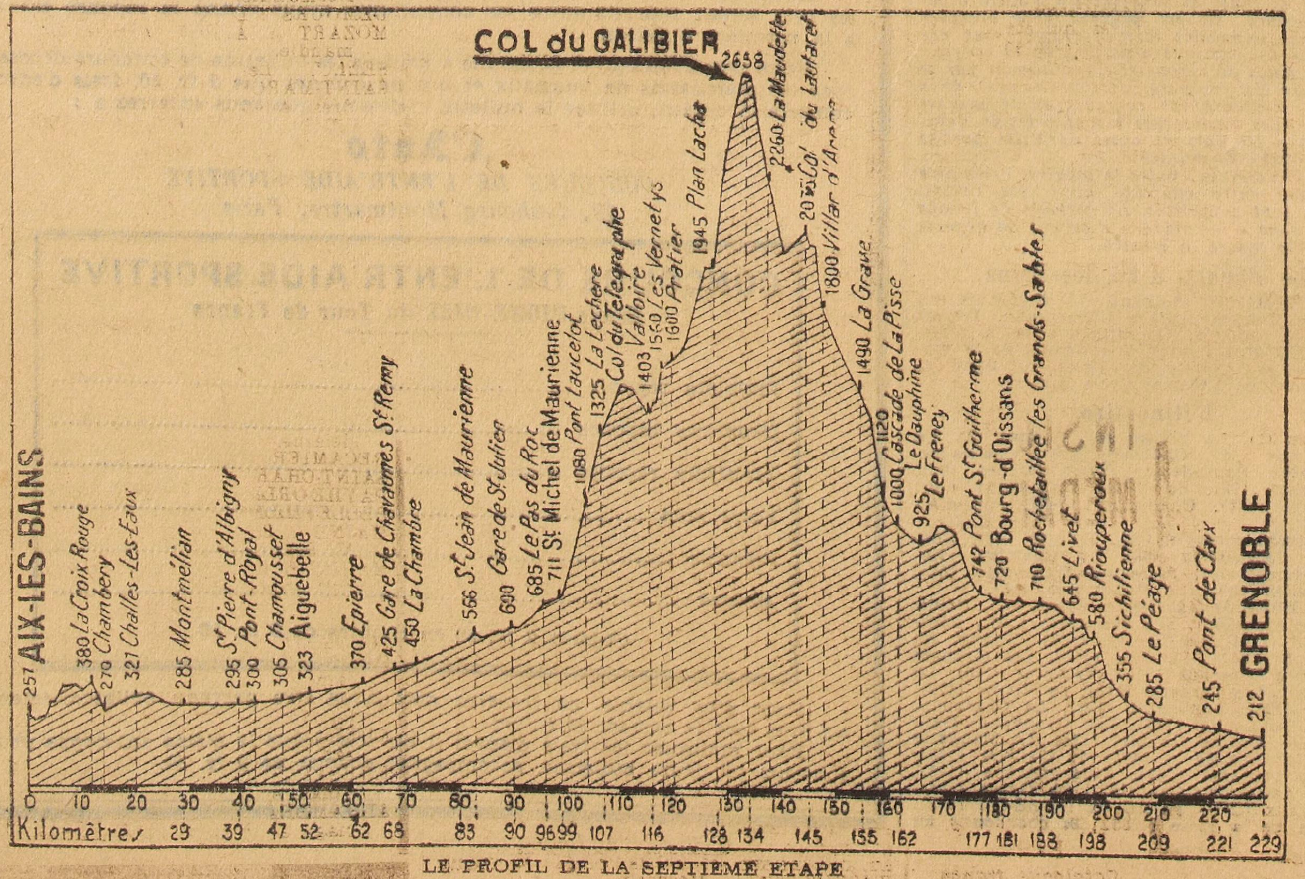
Le profil de la 7e étape publié dans le journal L'Auto du 10 juillet 1935.

| Communes ou localité             | Département         | km    | Remarque                      |
| -------------------------------- | ------------------- | ----- | ----------------------------- |
| Aix-les-Bains                    | Savoie              | 0     | Départ place Clémenceau, 8h30 |
| Marlioz                          | Haute-Savoie        | 1     |                               |
| La Viviers                       | Savoie              | 4     |                               |
| Sonnaz                           | Savoie              | 8     |                               |
| La Croix-Rouge                   | Savoie              | 12    |                               |
| Chambéry                         | Savoie              | 14    |                               |
| Challes-les-Eaux                 | Savoie              | 20    |                               |
| Saint-Jeoire                     | Haute-Savoie        | 22    |                               |
| Marches                          | Savoie              | 26    |                               |
| Montmelian                       | Savoie              | 29    |                               |
| Saint-Pierre-d'Albigny           | Savoie              | 39    |                               |
| Pont Royal                       | Savoie              | 42    |                               |
| Chamousset                       | Savoie              | 47    |                               |
| Pont d'Aiton                     | Savoie              | 49    |                               |
| Aiguebelle                       | Savoie              | 52    | contrôle                      |
| Épierre                          | Savoie              | 62    |                               |
| Chavannes                        | Savoie              |       |                               |
| Saint-Rémy                       | Savoie              | 68    |                               |
| La Chambre                       | Savoie              | 72    |                               |
| Pontamafrey                      | Savoie              | 79    |                               |
| Saint-Jean-de-Maurienne          | Savoie              | 83    |                               |
| Saint-Julien                     | Savoie              | 90    |                               |
| Le Pas-du-Roc                    | Savoie              | 96    |                               |
| Saint-Michel-de-Maurienne        | Savoie              | 99    | contrôle                      |
| Saint-Martin-d'Arc               | Savoie              | 100   |                               |
| Les Seiguières                   | Savoie              | 102   |                               |
| Pont Lancelot                    | Savoie              | 104   |                               |
| La Léchère                       | Savoie              | 107   |                               |
| Col du Télégraphe                | Savoie              |       |                               |
| Tunnel du Télégraphe             | Savoie              | 111   |                               |
| Le Clos                          | Savoie              | 113   |                               |
| Les Granges                      | Savoie              | 114   |                               |
| Les Choseaux                     | Savoie              | 115   |                               |
| Valloire                         | Savoie              | 116   |                               |
| La Ruas                          | Savoie              | 117   |                               |
| Les Vernetys                     | Savoie              | 118   |                               |
| La Rivine                        | Savoie              | 119   |                               |
| Pratier                          | Savoie              | 120   |                               |
| Bonne-Nuit                       | Savoie              | 122   |                               |
| La Charmette                     | Savoie              | 126   |                               |
| Plan-Lacha                       | Savoie              | 128   |                               |
| Les Granges-du Galibier          | 130                 |       |                               |
| Col du Galibier                  | Savoie Hautes-Alpes | 134   |                               |
| La Mandette                      | Hautes-Alpes        | 138   |                               |
| Jonction de la route du Galibier | Hautes-Alpes        | 142   |                               |
| Col du Lautaret                  | Hautes-Alpes        | 145   |                               |
| Villar-d'Arène                   | Hautes-Alpes        | 148   |                               |
| Tunnel des Ardoisières           | Hautes-Alpes        | 153   |                               |
| La Grave                         | Hautes-Alpes        | 155   |                               |
| Les Freaux                       | Hautes-Alpes        | 157   |                               |
| Tunnel du Grand-Col              | Hautes-Alpes        | 158   |                               |
| Cascade de la Pisse              | Hautes-Alpes        | 159   |                               |
| Dauphin                          | Isère               | 162   | village abandonné             |
| Tunnel de Mizoen                 | Isère               | 164   |                               |
| Barrage du Chambon               | Isère               | 165   |                               |
| Le Freney-d'Oisans               | Isère               | 166   |                               |
| Tunnel de l'Infernet             | Isère               | 168   |                               |
| Tunnel de Commères               | Isère               | 172   |                               |
| Pont Saint-Guilherme             | Isère               | 177   |                               |
| Bourg-d'Oisans                   | Isère               | 181   | contrôle                      |
| La Patte                         | Isère               | 183,5 |                               |
| Les Sables                       | Isère               | 185,5 |                               |
| Rochetaillée-les-Grands-Sables   | Isère               | 188   |                               |
| Livet                            | Isère               | 194   |                               |
| Riouperoux                       | Isère               | 193   |                               |
| Les Clavaux                      | Isère               | 200   |                               |
| Gavet                            | Isère               | 201   |                               |
| Séchilienne                      | Isère               | 204   |                               |
| Le Péage                         | Isère               | 209   |                               |
| Vizille                          | Isère               | 212   |                               |
| Pont-de-Claix                    | Isère               | 221   |                               |
| Grenoble                         | Isère               | 229   | cours Jean-Jaurès             |

## Déroulement de la course

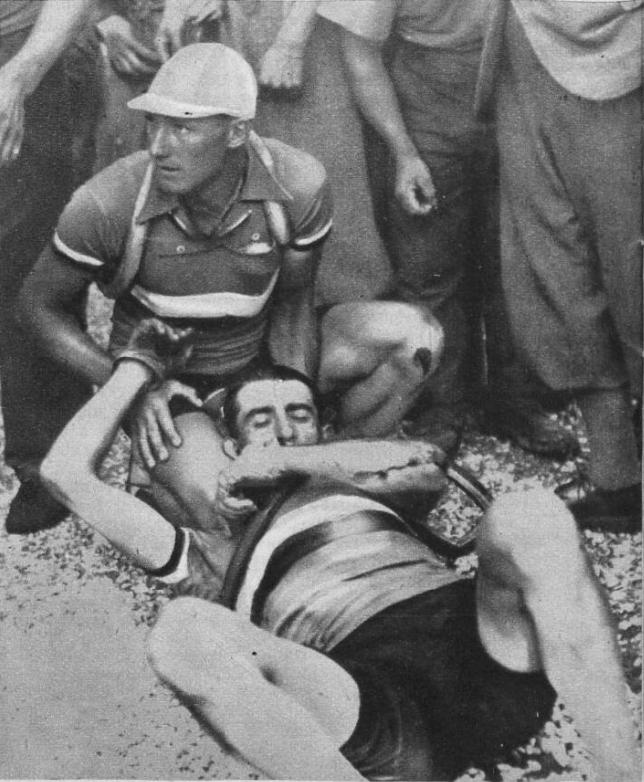
Antonin Magne qui vient de chuter lors de la 7e étape du Tour de France 1935 est soutenu par André Leducq.

En début d'étape, et sur une attaque du touriste-routier Français Benoît Faure, un petit groupe de coureur se détache.
Pour rattraper les échappées, les coureurs du peloton qui avaient opté pour un petit braquet en prévision des ascensions à venir, sont contraints de procéder à un changement de braquet. La procédure entraîne un ralentissement des voitures, et c'est dans cette période de confusion, à une dizaine de kilomètres après Chambéry, que le Français Antonin Magne, deuxième du classement général, chute en heurtant une voiture. Il repart avec un retard de douze minutes et malgré sa blessure, revient à six minutes à Saint-Jean-de-Maurienne puis à une minute à Saint-Michel-de-Maurienne, il se résout néanmoins à l'abandon à la moitié de l'ascension du col du Télégraphe,.
Dès le début de l'ascension du col du Télégraphe, le Français Gabriel Ruozzi, l'Italien Francesco Camusso  et  le touriste-routier italien Dante Gianello s'échappent et comptent 50 secondes d'avance sur leurs premiers poursuivants en bas de la descente du Télégraphe. Ils débutent groupés l'ascension du col du Galibier.
Ruozzi franchit en tête le Galibier, suivi par Camusso à 1 min 51 s et Faure à 5 minutes.
Dans la descente, Ruozzi, qui finit troisième à l'arrivée, est repris par Camusso qui remporte l'étape et par l'Italien Ambrogio Morelli, deuxième à Grenoble.
Attardé, l'Espagnol Francesco Cepeda chute et abandonne la course dans la descente du col du Galibier, blessé à la tête, il est « hors de danger » selon la presse daté du 12 juillet mais décédera des suites de ses blessures à l'hôpital de Grenoble le 14 juillet.
L'Italien Adriano Vignoli, le Belge Gustave Danneels et les touristes-routiers français Maurice Kraus et Jean Philip sont éliminés ; 69 coureurs sont qualifiés pour la 8e étape.

## Classements

### Prix du meilleur grimpeur

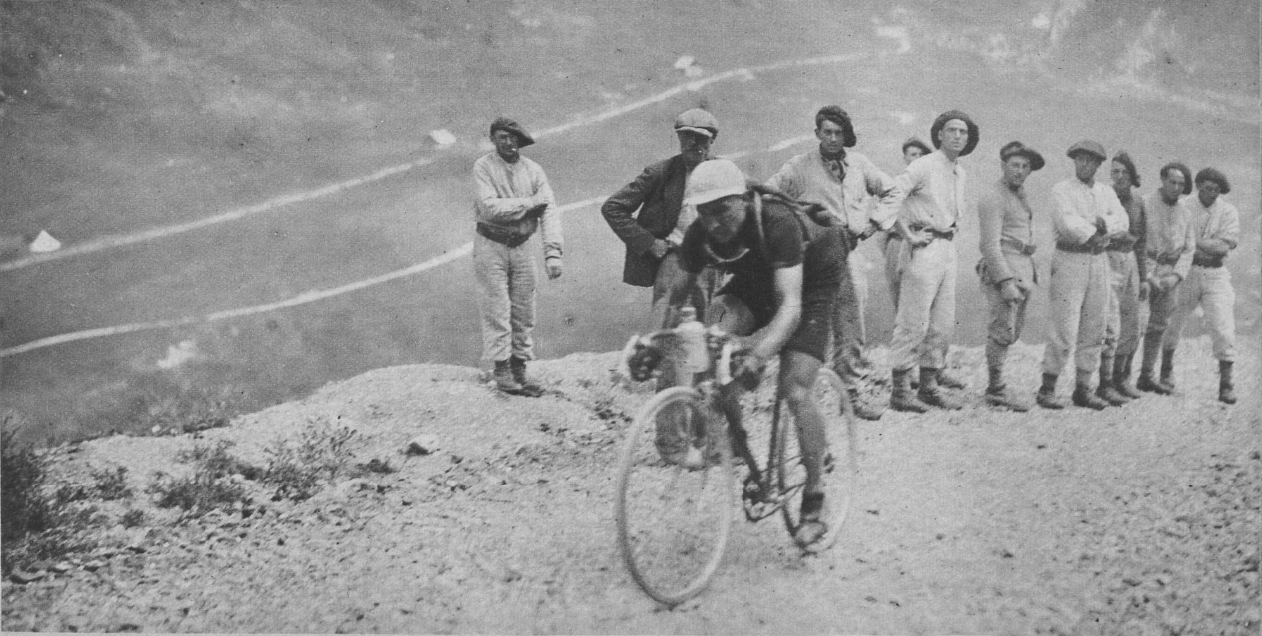
Gabriel Ruozzi en tête dans l'ascension du col du Galibier

L'Italien Francesco Camusso, les touristes-routiers Français Gabriel Ruozzi et Dante Gianello franchissent en tête ex æquo le col du Télégraphe. Au col du Galibier, Gabriel Ruozzi passe en tête, suivi par Francesco Camusso et le touriste-routier Français Benoît Faure. Le classement à l'issue de l'étape est le suivant :
| Classement de la montagne | Classement de la montagne | Classement de la montagne | Classement de la montagne | Classement de la montagne |
| Coureur                   | Coureur                   | Pays                      | Équipe                    | Points                    |
| ------------------------- | ------------------------- | ------------------------- | ------------------------- | ------------------------- |
| 1er                       | Félicien Vervaecke        | Belgique                  | Alcyon-Dunlop             | 22 pts                    |
| 2e                        | Jules Lowie               | Belgique                  |                           | 16 pts                    |
| 3e                        | Romain Maes               | Belgique                  | Alcyon-Dunlop             | 16 pts                    |
| 4e                        | Francesco Camusso         | Italie                    | Legnano-Wolsit            | 11 pts                    |

### Classement de l'étape
| \| Classement de l'étape \| Classement de l'étape \| Classement de l'étape \| Classement de l'étape \| Classement de l'étape \| \| Coureur \| Coureur \| Pays \| Équipe \| Temps \| \| --------------------- \| --------------------- \| --------------------- \| --------------------- \| --------------------- \| \| 1er \| Francesco Camusso \| Italie \| Legnano-Wolsit \| \| \| 2e \| Ambrogio Morelli \| Italie \| \| \| \| 3e \| Gabriel Ruozzi \| France \| \| \| \| 4e \| Vasco Bergamaschi \| Italie \| \| \| \| 5e \| Romain Maes \| Belgique \| Alcyon-Dunlop \| \| \| 6e \| Félicien Vervaecke \| Belgique \| Alcyon-Dunlop \| \| \| 7e \| René Vietto \| France \| Helyett-Hutchinson \| \| \| 8e \| Paul Chocque \| France \| \| \| \| 9e \| Dante Gianello \| Italie \| \| \| \| 10e \| Georges Speicher \| France \| \| \| |                    |          |                    |       |
| |                    |          |                    |       |
| |                    |          |                    |       |
| Classement de l'étape |                    |          |                    |       |
| Coureur | Coureur            | Pays     | Équipe             | Temps |
| 1er | Francesco Camusso  | Italie   | Legnano-Wolsit     |       |
| 2e | Ambrogio Morelli   | Italie   |                    |       |
| 3e | Gabriel Ruozzi     | France   |                    |       |
| 4e | Vasco Bergamaschi  | Italie   |                    |       |
| 5e | Romain Maes        | Belgique | Alcyon-Dunlop      |       |
| 6e | Félicien Vervaecke | Belgique | Alcyon-Dunlop      |       |
| 7e | René Vietto        | France   | Helyett-Hutchinson |       |
| 8e | Paul Chocque       | France   |                    |       |
| 9e | Dante Gianello     | Italie   |                    |       |
| 10e | Georges Speicher   | France   |                    |       |

### Classement général à l'issue de l'étape
| \| Classement général \| Classement général \| Classement général \| Classement général \| Classement général \| \| Coureur \| Coureur \| Pays \| Équipe \| Temps \| \| ------------------ \| ------------------ \| ------------------ \| ------------------ \| ------------------ \| \| 1er \| Romain Maes \| Belgique \| Alcyon-Dunlop \| \| \| 2e \| Vasco Bergamaschi \| Italie \| \| \| \| 3e \| Ambrogio Morelli \| Italie \| \| \| \| 4e \| Francesco Camusso \| Italie \| Legnano-Wolsit \| \| \| 5e \| Georges Speicher \| France \| \| \| \| 6e \| Jules Lowie \| Belgique \| \| \| \| 7e \| Sylvère Maes \| Belgique \| \| \| \| 8e \| René Bernard \| France \| \| \| \| 9e \| Félicien Vervaecke \| Belgique \| Alcyon-Dunlop \| \| \| 10e \| René Vietto \| France \| Helyett-Hutchinson \| \| |                    |          |                    |       |
| |                    |          |                    |       |
| |                    |          |                    |       |
| Classement général |                    |          |                    |       |
| Coureur | Coureur            | Pays     | Équipe             | Temps |
| 1er | Romain Maes        | Belgique | Alcyon-Dunlop      |       |
| 2e | Vasco Bergamaschi  | Italie   |                    |       |
| 3e | Ambrogio Morelli   | Italie   |                    |       |
| 4e | Francesco Camusso  | Italie   | Legnano-Wolsit     |       |
| 5e | Georges Speicher   | France   |                    |       |
| 6e | Jules Lowie        | Belgique |                    |       |
| 7e | Sylvère Maes       | Belgique |                    |       |
| 8e | René Bernard       | France   |                    |       |
| 9e | Félicien Vervaecke | Belgique | Alcyon-Dunlop      |       |
| 10e | René Vietto        | France   | Helyett-Hutchinson |       |